# Джексон Тауншип (округ Мерсер, Пенсільванія)
Джексон Тауншип (англ. Jackson Township) — селище (англ. township) в США, в окрузі Мерсер штату Пенсільванія. Населення — 1178 осіб (2020).

## Демографія
Згідно з переписом 2010 року, у селищі мешкали 1273 особи в 511 домогосподарстві у складі 393 родин. Було 613 помешкання
Расовий склад населення:
| - 98,7 % — білих - 0,3 % — чорних або афроамериканців - 0,2 % — корінних американців - 0,1 % — азіатів |

До двох чи більше рас належало 0,6 %. Частка іспаномовних становила 0,5 % від усіх жителів.
За віковим діапазоном населення розподілялося таким чином: 19,2 % — особи молодші 18 років, 61,4 % — особи у віці 18—64 років, 19,4 % — особи у віці 65 років та старші. Медіана віку мешканця становила 48,2 року. На 100 осіб жіночої статі у селищі припадало 97,4 чоловіків;  на 100 жінок у віці від 18 років та старших — 100,2 чоловіків також старших 18 років.
Середній дохід на одне домашнє господарство  становив 70 126 доларів США (медіана — 53 580), а середній дохід на одну сім'ю — 81 022 долари (медіана — 61 188). Медіана доходів становила 42 417 доларів для чоловіків та 35 500 доларів для жінок. За межею бідності перебувало 11,8 % осіб, у тому числі 17,2 % дітей у віці до 18 років та 4,1 % осіб у віці 65 років та старших.
Цивільне працевлаштоване населення становило 607 осіб. Основні галузі зайнятості: виробництво — 26,5 %, освіта, охорона здоров'я та соціальна допомога — 23,9 %, науковці, спеціалісти, менеджери — 7,2 %, роздрібна торгівля — 6,8 %.